# Pablo Escobar
Pablo Emilio Escobar Gaviria (n. 1 decembrie 1949, Rionegro, Antioquia, Columbia – d. 2 decembrie 1993, Medellín, Columbia) a fost un celebru baron al drogurilor columbian, care la apogeul carierei sale deținea 80% din traficul de cocaină din SUA.
Supranumit „Regele Cocainei ”, acesta a fost cel mai bogat criminal din istorie, cu o avere netă cunoscută estimată la 30 de miliarde de dolari (în anii 1990) și aproximativ 100 de miliarde de dolari dacă sunt incluși și banii ascunși prin diverse locații din Columbia.

## Viața timpurie
Pablo Escobar s-a născut pe 1 decembrie 1949 în Rionegro, Antioquia, Columbia, fiind al treilea din cei șapte copii ai lui Abel de Jesús Dari Escobar, un fermier, și Hermilda Gavíria, profesoară la școala primară. Adolescent fiind, pe străzile din Medellín, Pablo și-a început „cariera” de criminal furând pietre funerare și șlefuindu-le pentru a le revinde contrabandiștilor. Fratele său, Roberto Escobar, neagă acest lucru, susținând că pietrele funerare erau de la proprietarii de cimitire a căror clienți nu mai plăteau pentru îngrijirea mormintelor și că au avut o rudă care a avea o afacere cu monumente. El și-a făcut studiile o scurtă perioadă la Universidad Autónoma Latinoamericana din Medellín.
Pablo Escobar a fost implicat în multe activități criminale cu Oscar Bernal Aguirre, făcând escrocherii mărunte de stradă, vânzare de țigări de contrabandă și bilete de loterie false, și furtul de mașini. La începutul anilor 1970, el a fost hoț și apoi gardă de corp, și a făcut rapid o avere de 100.000 dolari pe răpirea și răscumpărarea unui executiv din Medellín, înainte de intrarea în traficul de droguri. Următorul său pas a fost să devină milionar lucrând pentru contrabandistul Alvaro Prieto.

## Viața personală
În martie 1976, la vârsta de 26 de ani, Escobar se căsătorește cu Maria Victoria care avea 15 ani. Împreună ei urmau să aibă 2 copii: Juan Pablo și Manuela. Escobar a locuit in proprietatea  Hacienda Nápoles și planifica să construiască o citadelă în stil grec lângă el. Construcția citadelei a început, dar nu a fost finalizată niciodată. Ferma, grădina zoologică și cetatea au fost expropriate de către guvern și date familiilor cu venituri mici în anii 1990 printr-o lege numită extinción de dominio (extinderea domeniului). Proprietatea a fost transformată într-un parc tematic.

## Cariera criminală
În 1975, Escobar a început să-și dezvolte afacerile sale cu cocaină. Chiar el însuși a condus și un avion de câteva ori, de regulă între Columbia și Panama, pentru a transporta drogurile spre Statele Unite. Mai târziu el a cumpărat 15 avioane și șase elicoptere noi. Inițial, contrabanda de cocaină o realizau prin ascunderea ei în anvelope vechi de avion și un pilot putea câștiga până la $500.000 pe zbor, în funcție de cât de multe droguri reușea să transporte.
Pe parcursul anilor `80 Pablo Escobar devine cunoscut internațional datorită extinderii traficului cu droguri în țări precum SUA, Mexic, Puerto Rico și Republica Dominicană. Datorită influenței dobândite, Escobar avea susținerea oficialilor guvernamentali, judecătorilor și politicienilor, cărora obișnuia să le aplice ultimatumul: sau acceptă mită sau vor fi asasinați. Cea mai cunoscută aplicare a acestui procedeu a avut loc în campania electorală din 1989, când a ordonat asasinarea a trei dintre cei cinci candidați la președinție. Alte acțiuni sângeroase atribuite lui Escobar sunt: bombardarea zborului Avianca 203 și a unei clădiri din Bogota, dar și luarea cu asalt a Tribunalului Suprem Columbian, soldată cu uciderea a mai mult de jumătate dintre judecători.
Devenit cel mai puternic traficant de droguri din lume, în 1989 revista americană Forbes îi atribuie un profit de 3 miliarde USD, în timp ce cartelul lui Escobar deținea controlul a 80% din piața mondială de cocaină. Datorită banilor, el își clădește o imagine de Robin Hood modern, ajutând săracii construindu-le case, biserici și implicându-se activ în dezvoltarea fotbalului columbian.
În 1991, ca urmare a declanșării unui război „murdar” în capitala Columbiei și în Medelin, Escobar forțează mâna președintelui și reușește să cadă la înțelegere cu autoritățile columbiene. În schimbul a 5 ani de interdicție de a ieși din casă și refuzul extrădării în SUA, el acceptă să renunțe la traficul de droguri și, implicit, la imperiul creat. La doar un an de la sentință, datorită incapacității acestuia de a se ține de promisiuni, guvernul columbian ordona mutarea lui Escobar într-o închisoare de maximă siguranță. În momentul în care armata columbiană a luat cu asalt fortăreața acestuia, descoperă dispariția sa. Urmare a acestui incident a fost implicarea, la cererea autorităților columbiene, a trupelor americane Delta, Seal și Seal Team Six în căutarea, identificarea și capturarea lui Pablo Escobar. Ca răspuns, Pablo avea să ofere recompense fiecărei persoane ce va ucide un polițist, un agent american sau vreun coordonator al campaniei împotriva sa. În doar două luni, 65 de polițiști sunt executați și 12 bombe artizanale sunt detonate în Medelin și Bogota. Ajunși în pragul disperării, cetățenii lezați de acțiunile lui Escobar formează un grup numit Los Pepes, care vor diminua semnificativ puterea și influența imperiului, prin asasinarea a peste 300 de oameni apropiați lui Escobar.
Observând pericolul iminent, Pablo Escobar încearcă să își scoată din țară familia cu destinația Germania, însă, la implicarea oficialilor americani, Ministrul de Externe german refuză cererea familiei de azil politic și o trimite înapoi în Columbia. Întoarsă din drum, familia lui Escobar este capturată și “întemnițată” într-un hotel din Medelin, în speranța că va fi contactată telefonic de Pablo Escobar. La scurt timp după aflarea veștii, Pablo face primul pas greșit sunând la hotel, dar folosindu-se de mai multe celulare. Datorită unei tehnologii sofisticate aduse din SUA, autoritățile columbiene îl localizează într-o casă din sudul Medelinului.

## Moartea

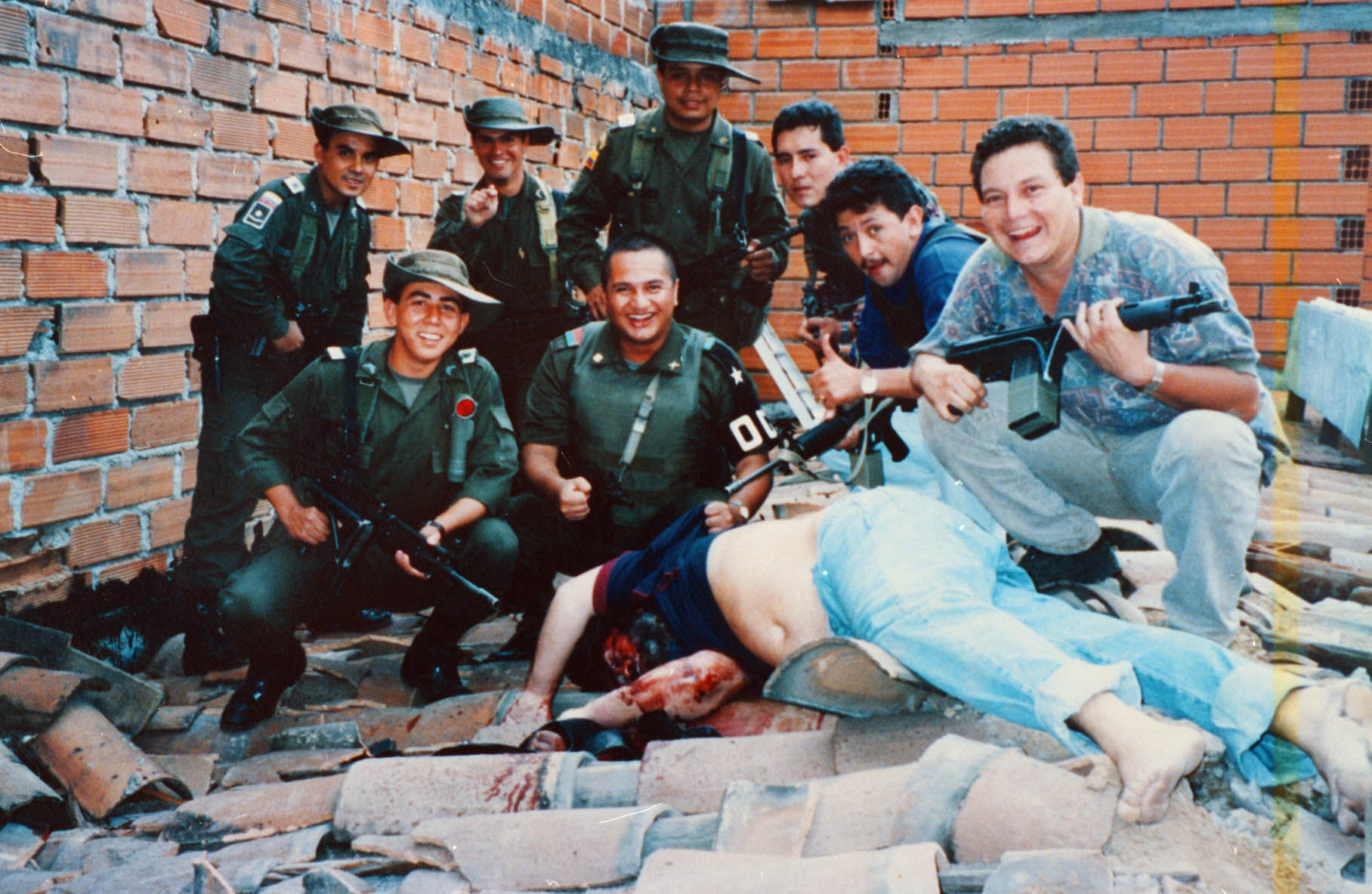
Membrii „Blocului de Căutare” al colonelului Hugo Martinez celebrează deasupra trupului lui Pablo Escobar pe 2 decembrie 1993. Moartea lui Pablo a încheiat un efort de căutare de 15 luni, care a costat sute de milioane de dolari, și a implicat coordonarea între forțele speciale americane, forțele columbiene și grupuri de voluntari locali

Războiul împotriva lui Escobar s-a încheiat pe 2 decembrie 1993, odata cu uciderea acestuia.
În cei aproape 18 ani in care a condus cel mai mare imperiu al drogurilor, numele de Pablo Escobar este asociat cu uciderea a peste 200 de politiști și 600 de civili. În jur de 25.000 de oameni au fost prezenți la ceremonia funerară a lui Pablo Escobar.
Nu a reieșit cine a tras focul de armă în urechea sa, dacă a fost parte a luptelor cu arme sau o posibilă execuție, existând multe speculații pe tema asta. Unele din rudele sale cred că el s-a sinucis. Cei doi frați ai săi, Roberto Escobar și Fernando Sánchez Arellano, cred că s-a împuscat singur în ureche. Vorbind despre asta, cei doi au afirmat că Pablo „s-a sinucis, n-a fost omorât. În toți acei ani în care a fost vânat de ucigași, el îmi spunea în fiecare zi că dacă va fi încolțit fără putință de scăpare « se va împușca prin ureche ».”

## Înmormântarea
Imaginea de Robin Hood cultivată a avut un impact durabil în Medellín. Mulți locuitori, în special mulți săraci ajutați de Escobar de-a lungul vieții sale au jelit moartea sa și peste 25 000 de persoane au fost prezente la înmormântarea lui.

## Exhumarea
Corpul lui Pablo Escobar a fost exhumat pe 28 octombrie 2006, la solicitarea unora dintre rudele lui, în scopul de a lua o mostră de ADN pentru a confirma presupusa paternitate a unui copil nelegitim și a elimina orice îndoială cu privire la identitatea organismului care a fost 12 ani îngropat lângă părinții săi. Un video cu aceste momente difuzat de canalul RCN l-a nemulțumit pe fiul său, Juan Sebastián Marroquín (Juan Pablo Escobar), care l-a acuzat pe unchiul său, Roberto Escobar Gaviria și pe nepotul Nicolás Escobar - că ar fi coordonat actul de „comercializare a morții”.

## Carieră postumă
Mulți concitadini de-ai săi îl consideră sfânt și se roagă la el pentru a primi ajutor divin.